# Stálky
Stálky (německy Stallek) jsou obec v okrese Znojmo v Jihomoravském kraji. Leží necelých jedenáct kilometrů jihozápadně od Vranova nad Dyjí a 27 kilometrů západně od Znojma. Žije zde 112 obyvatel.
Stálky leží na státních hranicích s Rakouskem. Na turistické stezce Stálky - Heinrichsreith je pro přechod státní hranice určené místo. Po plném zapojení České republiky do schengenského prostoru zde vzniklo další přeshraniční propojení v úseku Stálky - Wolfsbach a Stálky - Langau; v úseku Stálky - Langau též vznikla společná hraniční cesta.

## Historie
První písemná zmínka o obci pochází z roku 1312. Dříve se obec jmenovala Křtalek, nebo Stalky.

## Obyvatelstvo
| Rok            | 1869 | 1880 | 1890 | 1900 | 1910 | 1921 | 1930 | 1950 | 1961 | 1970 | 1980 | 1991 | 2001 | 2011 | 2021 |
| -------------- | ---- | ---- | ---- | ---- | ---- | ---- | ---- | ---- | ---- | ---- | ---- | ---- | ---- | ---- | ---- |
| Počet obyvatel | 523  | 542  | 494  | 476  | 491  | 493  | 463  | 310  | 226  | 199  | 190  | 144  | 146  | 129  | 108  |
| Počet domů     | 95   | 99   | 101  | 103  | 105  | 103  | 104  | 76   | 50   | 51   | 48   | 53   | 60   | 61   | 59   |

## Obecní správa

### Obecní symboly
Dne 25. dubna 2018 bylo schváleno usnesením výboru pro vědu, vzdělání, kulturu, mládež a tělovýchovu udělení znaku a vlajky obce. Znak a vlajka byly obci uděleny rozhodnutím předsedy Poslanecké sněmovny Parlamentu České republiky dne 3. května 2018.

## Pamětihodnosti
- Kostel Nanebevzetí Panny Marie
- Socha svatého Jana Nepomuckého naproti kostelu

## Osobnosti
- Adrian Zach (1845–1916), duchovní a politik